# 鈴木健郎
鈴木 健郎（すずき けんろう、1907年3月9日 - 1963年2月24日）は、フランス文学者、翻訳家。
東京生まれ。元東京外国語大学教授。ジイド、フロベールなどを翻訳した。

## 著書
- 現代フランス文学史 鈴木健郎遺稿刊行会 1965

## 翻訳
- 続文芸評論 アンドレ・ジィド 桑原武夫・小西茂也・大岡昇平・中島健蔵・秋田滋共訳 芝書店 1933
- 贋金つくりの日記 アンドレ・ジィド 白水社 1935 のち角川文庫
- 書簡・思ひ出 秋山晴夫共訳 フロオベエル全集 改造社 1936
- 麁皮 哲学的研究 山内義雄共訳 バルザツク全集 第12巻 河出書房 1936
- 遺書 フワンソワ・モーリヤック 筑摩書房 1941
- コント・ファンタスティック シャルル・ノディエ 酣灯社 1948
- ブヴァールとペキュシェ フロベール 白水社 1949 のち岩波文庫
- 脂肪の塊 モーパッサン 三笠書房 1950
- 蝮のからみあい モーリヤック小説集 第7巻 目黒書店 1951 のち新潮文庫
- ピエールとジャン モーパッサン長篇全集 第3 白水社 1951
- 感情教育 フローベル 角川文庫 1953
- 贋金つくり アンドレ・ジイド 角川文庫 1953
- 肉体と魂 ヴァン・デル・メルシュ 長塚隆二共訳 三笠書房 1954-1955
- 未完の日記 エヴァ シャルドンヌ 角川文庫 1954
- 若き日の手紙 フイリップ 新潮文庫 1955
- 青い麦 コレット 角川文庫 1955
- 今ひとつの眠り ジュリアン・グリーン 角川文庫 1957
- 愛について エロスとアガペ ドニ・ド・ルージュモン 川村克己共訳 岩波書店 1959 のち平凡社ライブラリー

| スタブアイコン | サブスタブ | この項目は、まだ閲覧者の調べものの参照としては役立たない、文人（小説家・詩人・歌人・俳人・作詞家・作家・放送作家・随筆家（コラムニスト）・文芸評論家）に関連した書きかけの項目です。この項目を加筆・訂正などしてくださる協力者を求めています（P:文学/PJ:作家）。 |